# 한국무역보험공사
한국무역보험공사(韓國貿易保險公社, Korea Trade Insurance Corporation)는 무역이나 그 밖의 대외거래와 관련하여 발생하는 위험을 담보하기 위한 무역보험제도를 효율적으로 운영함으로써 무역과 해외투자를 촉진하여 국가경쟁력을 강화하고 국민경제의 발전에 이바지하기 위한 목적(무역보험법 제1조)으로 설립된 공적수출신용기관으로, 산업통상자원부 산하 기금관리형 준정부기관(무역투자보험기관)이다. 서울특별시 종로구 종로 14 (서린동)에 위치하고 있다.

## 연혁
- 1992년 7월 7일: 한국수출보험공사 설립
- 2010년 7월 7일: K-SURE 한국무역보험공사로 재출범

## 조직
- 감사
  - 감사실

### 한국무역보험공사장
- 비서팀

### 전략경영본부
- 기획조정실
- 일자리총괄부
- 경영지원부
- 자금부
- 홍보부

### 영업기획본부
- 영업총괄실
- 경영평가부
- 심사부
- 법무준법부

### 중소중견영업본부
- 중소중견사업실
- 해양금융부
- 중앙지사
- 강남지사
- 구로디지털지사
- 경기남부지사
- 경기북부지사
- 인천지사
- 대전세종충남지사
- 충북지사
- 강원지사
- 부산지사
- 대구경북지사
- 울산지사
- 경남지사
- 전북지사
- 광주전남지사
- 제주지사
- 시화출장소
- 천안출장소

### 글로벌영업본부
- 단기사업실
- 조사부
- 디지털혁신부
- 정보화사업부

### 투자금융본부
- 투자금융총괄실
- 플랜트금융1부
- 플랜트금융2부
- 신성장금융부
- 국제협력팀

### 리스크채권본부
- 리스크총괄실
- 국외보상채권부
- 회생관리부
- 감리부

## 제도
- '수출보험'제도는 수출기업이 물품을 수출하고 수출대금을 지급받지 못하거나, 수출금융을 제공한 금융기관이 대출금을 회수하지 못하는 손실을 보상해주는 정책보험제도로 ①비상위험과 ②신용위험을 보장한다. 일반 사람들이 재산상의 손실에 대비 손해보험에 들고 신체 건강상의 문제에 대비 상해보험이나 건강보험에 가입하는 것과 같이 수출대금을 받지 못해서 생기는 손해에 대비하여 수출보험에 가입한 것과 같은 원리이다.
- '수입보험'제도는 국내 수입업자의 자금조달을 지원하는 것은 물론 해외수출자의 계약불이행으로 적기에 화물을 인도받지 못하거나 선불금을 회수하지 못하는 경우의 손실을 보상하는 제도이다. 지난 2009년 한 해 동안 우리나라 수출의 약 32%가 수출보험을 이용하여 수출하였고, 대기업과 중소기업은 물론 국내외 금융기관 등이 수출보험의 주요 고객이며 수출보험을 이용하는 수출상품도 다양하다. IT와 일반 소비재 상품(반도체, 휴대폰, LCD TV, 의류 등)에서부터 자본재 수출(선박·플랜트 등)및 지식·문화컨텐츠 상품수출(기술·소프트웨어, 영화, 게임 등), 그리고 해외투자와 해외자원개발까지 수출보험으로 지원하였다.

또한, 산업생산을 위한 원자재와 자본재수입은 우리나라 전체 수입 중 대부분을 차지하고 있다. 이들 수입거래 감소는 설비투자 감소와 산업생산 위축을 초래하여 경제발전과 수출확대에 지장을 줄 우려가 높다. K-sure는 이러한 상황에서 수출보험만으로는 우리 기업의 경쟁력을 제고하여 수출을 확대하는데 한계가 있다고 보고, 회사 명칭을 수출입을 모두 아우를 수 있는 'K-sure(한국무역보험공사)'로 변경하여 ‘수입보험제도’를 도입, 경제성장과 수출에 꼭 필요한 주요 해외자원·에너지 및 원자재 등 필수 시설재의 장기적 안정적 확보를 지원하고 있다.

## 같이 보기
- 예금보험공사
- 한국수출입은행
- 한국정책금융공사